# 胡胡伊体操击剑竞技俱乐部
胡胡伊体操击剑竞技俱乐部（西班牙語：Club Atlético Gimnasia y Esgrima de Jujuy），簡稱胡胡伊體操，是阿根廷圣萨尔瓦多市的一个竞技运动俱乐部，成立于1931年。该俱乐部最著名的是其职业足球队，现在参加阿根廷足球全國聯賽。